# Матеуш Сітек
Матеуш Сітек (пол. Mateusz Sitek; нар. 19 жовтня 2003 — 6 червня 2024 у Варшаві) — польський військовий, солдат 1-ї варшавської бронетанкової бригади, який загинув у нападі під час міграційної кризи на на польсько-білоруському кордоні.

## Життєпис
Походив із села Плевиця, син Емілії та Гжегожа. У 2019—2022 роках навчався у військовому класі 3-ї загальноосвітньої школи ім. Миколи Коперника у Вишкуві. Будучи учнем, неодноразово представляв школу як прапороносець на шкільних церемоніях, а також брав участь у патріотичних та благодійних акціях. Спочатку служив у лавах військ територіальної оборони. З 18 грудня 2023 року служив у 1-й Варшавській бронетанковій бригаді. Одразу після завершення навчання був направлений до служби на польсько-білоруському кордоні у зв'язку з міграційною кризою, яка там триває з 2021 року.
Був футболістом команди ВКС Жонсьник (пол. WKS Rząśnik), грав на позиції нападника, рідше — бокового півзахисника.

## Обставини загибелі
Вранці 28 травня 2024 року біля кордону з Білоруссю, в околицях села Дубичі Церковні, на нього з ножем напав один із мігрантів, які намагалися перетнути прикордонний бар'єр. Зловмисник просунув зброю крізь щілину між прольотами бар'єри та вдарив Сітека ножем в область грудей. Після надання першої медичної допомоги його доставили до лікарні в Гайнівці, де йому зробили операцію, потім його транспортували до Військово-медичного інституту у Варшаві, де він помер. 6 червня Головне командування Збройних Сил оголосило про його смерть.

## Вшанування пам'яті
Він був посмертно підвищений до звання сержанта та нагороджений Хрестом заслуги за хоробрість президентом Анджеєм Дудою та золотою медаллю «За заслуги перед національною обороною» міністром національної оборони Владиславом Косіняком-Камишем. Його похорони відбулися 12 червня 2024 року в Новому Любелі, а на честь загиблого воїна того дня, опівдні, по всій Польщі завили сирени автомобілів силових служб.
Компонент оборони кордону військ територіальної оборони, який відповідає за захист польсько-білоруського кордону, матиме ім'я сержанта Сітека.
31 липня 2024 року під час церемонії з нагоди 80-ї річниці варшавського повстання один із танків M1A1 Abrams 1-го танкового батальйону 1-ї Варшавської бронетанкової бригади отримав назву «Sitek-21» на честь загиблого солдата. Назва танка була написана на його гарматі, а урочисте відкриття здійснила мати Матеуша, Емілія Сітек.